# Medaliści mistrzostw Polski seniorów w biegu na 100 kilometrów
Medaliści mistrzostw Polski seniorów w biegu na 100 kilometrów – zdobywcy medali seniorskich mistrzostw Polski w konkurencji biegu na 100 kilometrów.
Bieg na 100 kilometrów mężczyzn w randze mistrzostw Polski rozgrywany jest od 1995 roku.

## Medaliści
| NR – rekord kraju \| PB – rekord życiowy \| SB – najlepszy wynik w sezonie \| NL – najlepszy wynik w polskich tabelach w sezonie |

| Mistrzostwa    | 1. miejsce                             | Rezultat | 2. miejsce                                    | Rezultat | 3. miejsce                                 | Rezultat |
| Kalisz 1995    | Jarosław Janicki Hermes Gryfino        | 6:22.33  | Ryszard Płochocki Towarzystwo Sportowe Kalisz | 6:49.36  | Jacek Konieczny Olimpia Poznań             | 6:55.07  |
| Kalisz 1996    | Maciej Ciepłak TKKF Szczygłowice       | 6:52.30  | Ryszard Płochocki Towarzystwo Sportowe Kalisz | 6:58.51  | Piotr Uciechowski Tarchalanka Tarchały Wlk | 7:04.17  |
| Kalisz 1997    | Andrzej Magier SKLA Sopot              | 6:34.44  | Ryszard Płochocki Towarzystwo Sportowe Kalisz | 6:52.18  | Franciszek Stroński Kolejarz Katowice      | 7:02.57  |
| Kalisz 1998    | Jerzy Kulczyk Głaz Tychowo             | 7:23.06  | Franciszek Stroński Ekspres Katowice          | 7:36.10  | Piotr Uciechowski Tarchalanka Tarchały Wlk | 7:37.22  |
| Kalisz 1999    | Piotr Sękowski WMKS Płońsk             | 6:50.02  | Waldemar Pędzich LZS Lelis                    | 7:08.47  | Henryk Szymków Agroma Rzeszów              | 8:01.32  |
| Kalisz 2000    | Jarosław Janicki Energetyk Gryfino     | 6:39.47  | Piotr Sękowski WMKS Płońsk                    | 6:45.17  | Ryszard Płochocki Relaks Kalisz            | 6:55.11  |
| Kalisz 2001    | Piotr Sękowski WMKS Płońsk             | 6:38.57  | Jarosław Janicki Energetyk Gryfino            | 7:07.05  | Andrzej Magier Zorza Gdynia                | 7:27.45  |
| Blizanów 2009  | Andrzej Baran Finisz Kalisz            | 7:27.31  | Dariusz Cichorek Finisz Kalisz                | 7:42.42  | Dariusz Guzowski ULKS Talex Borysław       | 7:49.06  |
| Blizanów 2010  | Krzysztof Holik Unia Tarnów            | 7:53.36  | Adam Thiel Team Run Gdańsk                    | 8:08.07  | Rafał Wroniszewski MKS Tomaszów Mazowiecki | 8:10.06  |
| Blizanów 2017  | Piotr Stachyra MKS Piast Głogów        | 7:15.52  | Kamil Kunert TL ROW Rybnik                    | 7:17.53  | Jacek Będkowski LZS Zawisza Stara Kuźnia   | 7:22.32  |
| Warszawa 2018  | Piotr Stachyra MKS Piast Głogów        | 7:09.23  | Damian Kaczmarek AZS Poznań                   | 7:21.03  | Andrzej Piotrowski WKS Wawel Kraków        | 7:33.06  |
| Pabianice 2019 | Damian Kaczmarek AZS Poznań            | 7:12.50  | Piotr Stachyra MKS Piast Głogów               | 7:26.24  | Kamil Niedźwiadek Niedźwiadki Running Team | 7:30.32  |
| Pabianice 2020 | Dariusz Nożyński RK Athletics Warszawa | 6:54.17  | Kamil Leśniak Salco Garmin Team Toruń         | 6:55.35  | Andrzej Piotrowski WKS Wawel Kraków        | 7:01.00  |
| Pabianice 2021 | Dariusz Nożyński RK Athletics Warszawa | 6:30.26  | Tomasz Jędrzejko KS Sprint Bielsko-Biała      | 7:51.09  | Roman Elwart Kowo Udvikling                | 7:52.46  |

## Klasyfikacja medalowa
W historii mistrzostw Polski seniorów na podium tej imprezy stanęło w sumie 27 zawodników, a tytuły mistrza kraju zdobywało 10 zawodników.
| Lp. | Zawodnik            | Złoto | Srebro | Brąz | Razem |
| 1.  | Jarosław Janicki    | 2     | 1      | 0    | 3     |
| 2.  | Piotr Sękowski      | 2     | 1      | 0    | 3     |
| 3.  | Piotr Stachyra      | 2     | 1      | 0    | 3     |
| 4.  | Dariusz Nożyński    | 2     | 0      | 0    | 2     |
| 5.  | Damian Kaczmarek    | 1     | 1      | 0    | 2     |
| 6.  | Andrzej Magier      | 1     | 0      | 1    | 2     |
| 7.  | Maciej Ciepłak      | 1     | 0      | 0    | 1     |
| 8.  | Jerzy Kulczyk       | 1     | 0      | 0    | 1     |
| 9.  | Andrzej Baran       | 1     | 0      | 0    | 1     |
| 10. | Krzysztof Holik     | 1     | 0      | 0    | 1     |
| 11. | Ryszard Płochocki   | 0     | 3      | 1    | 4     |
| 12. | Franciszek Stroński | 0     | 1      | 1    | 2     |
| 13. | Waldemar Pędzich    | 0     | 1      | 0    | 1     |
| 14. | Dariusz Cichorek    | 0     | 1      | 0    | 1     |
| 15. | Adam Thiel          | 0     | 1      | 0    | 1     |
| 16. | Kamil Kunert        | 0     | 1      | 0    | 1     |
| 17. | Kamil Leśniak       | 0     | 1      | 0    | 1     |
| 18. | Tomasz Jędrzejko    | 0     | 1      | 0    | 1     |
| 19. | Piotr Uciechowski   | 0     | 0      | 2    | 2     |
| 20. | Andrzej Piotrowski  | 0     | 0      | 2    | 2     |
| 21. | Jacek Konieczny     | 0     | 0      | 1    | 1     |
| 22. | Henryk Szymków      | 0     | 0      | 1    | 1     |
| 23. | Dariusz Guzowski    | 0     | 0      | 1    | 1     |
| 24. | Rafał Wroniszewski  | 0     | 0      | 1    | 1     |
| 25. | Jacek Będkowski     | 0     | 0      | 1    | 1     |
| 26. | Kamil Niedźwiadek   | 0     | 0      | 1    | 1     |
| 27. | Roman Elwart        | 0     | 0      | 1    | 1     |